# Якторово
Якторово (пол. Jaktorowo, нім. Jaktorowo, 1939-45: Schönrode) — село в Польщі, у гміні Шамоцин Ходзезького повіту Великопольського воєводства.
У 1975-1998 роках село належало до Пільського воєводства.